# Іріна
Іріна (рум. Irina) — село у повіті Сату-Маре в Румунії. Входить до складу комуни Андрід.
Село розташоване на відстані 448 км на північний захід від Бухареста, 44 км на південний захід від Сату-Маре, 125 км на північний захід від Клуж-Напоки.

## Населення
За даними перепису населення 2002 року у селі проживали 560 осіб.
Національний склад населення села:
| Національність | Кількість осіб | Відсоток |
| -------------- | -------------- | -------- |
| угорці         | 491            | 87,7%    |
| румуни         | 48             | 8,6%     |
| цигани         | 21             | 3,8%     |

Рідною мовою назвали:
| Мова      | Кількість осіб | Відсоток |
| --------- | -------------- | -------- |
| угорська  | 519            | 92,7%    |
| румунська | 40             | 7,1%     |